# Hubert Linard
Hubert Linard (Clérey, 26 de febrero de 1953) fue un ciclista francés que fue profesional entre 1977 y 1986.
El 1976, siendo amateur, ganó la París-Troyes. Durante su etapa como profesional consiguió 3 victorias. 
Corrió junto a Hennie Kuiper, Jean-René Bernaudeau y Gilbert Duclos-Lassalle.

## Palmarés
- 1974
  - 1º en la Paris-Mantes-en-Yvelines
- 1976
  - 1º en la París-Troyes
- 1977
  - 1º en la París-Camembert
- 1984
  - 1º en la París-Camembert
  - 1º en la Burdeos-París

### Resultados en el Tour de Francia
- 1980. 46.º de la clasificación general
- 1981. 46.º de la clasificación general
- 1982. 56.º de la clasificación general
- 1983. 50.º de la clasificación general
- 1984. 112.º de la clasificación general
- 1985. 98.º de la clasificación general